# Região Geográfica Imediata de São Luís de Montes Belos

Localização no Estado de Goiás.

A Região Geográfica Imediata de São Luís de Montes Belos é uma das 22 regiões imediatas do estado brasileiro de Goiás, uma das 3 regiões imediatas que compõem a Região Geográfica Intermediária de São Luís de Montes Belos-Iporá e uma das 509 regiões imediatas no Brasil, criadas pelo IBGE em 2017. É composta de 9 municípios.